# Justo Sierra Méndez
Justo Sierra Méndez (San Francisco de Campeche, Campeche, 26 de enero de 1848; Madrid, 13 de septiembre de 1912) fue un escritor, historiador, periodista, poeta, político y filósofo mexicano, discípulo de Ignacio Manuel Altamirano. 
Fue decidido promotor de la fundación de la Universidad Nacional de México, hoy Universidad Nacional Autónoma de México (UNAM). Se le conoce también como "Maestro de América" por el título que le otorgaron varias universidades de América Latina. Es considerado uno de los personajes más influyentes de la historia moderna de México.

## Primeros años y educación
Nació en San Francisco de Campeche; hijo de Justo Sierra O'Reilly, eminente novelista e historiador, y de Concepción Méndez Echazarreta, hija de Santiago Méndez Ibarra, quien jugó un papel importante en la política yucateca del siglo XIX. A la muerte de su padre (1861), siendo casi un niño, Justo Sierra Méndez se trasladó primero a la ciudad de Mérida, después a Veracruz y por último a la Ciudad de México donde, después de brillantes estudios, se relaciona con los mejores poetas y literatos de ese tiempo, entre otros con Ignacio Manuel Altamirano, Manuel Acuña, Guillermo Prieto, Luis G. Urbina, poetas de la Revista Azul y de la Revista Moderna. Fue hermano de Santiago, periodista y poeta y quien fue ultimado por Ireneo Paz en duelo armado en 1880 en presencia del mismo Justo, y de Manuel José, político.
Asistió a una reunión en la que estaban algunos de los más consagrados escritores de aquel tiempo. La velada tuvo lugar en casa de don Manuel Payno; estaban ahí, entre otros, Guillermo Prieto, Ignacio Ramírez y Vicente Riva Palacio. Dice don Agustín Yáñez: "desde aquella velada, Sierra ocupó un sitio de preferencia en los cenáculos, conmemoraciones y redacciones literarias; fue la sensación del momento en la tribuna en los días clásicos de la patria; en una juventud que se consagró a la literatura, Sierra incursionó en el relato, en el cuento, la novela y el teatro."

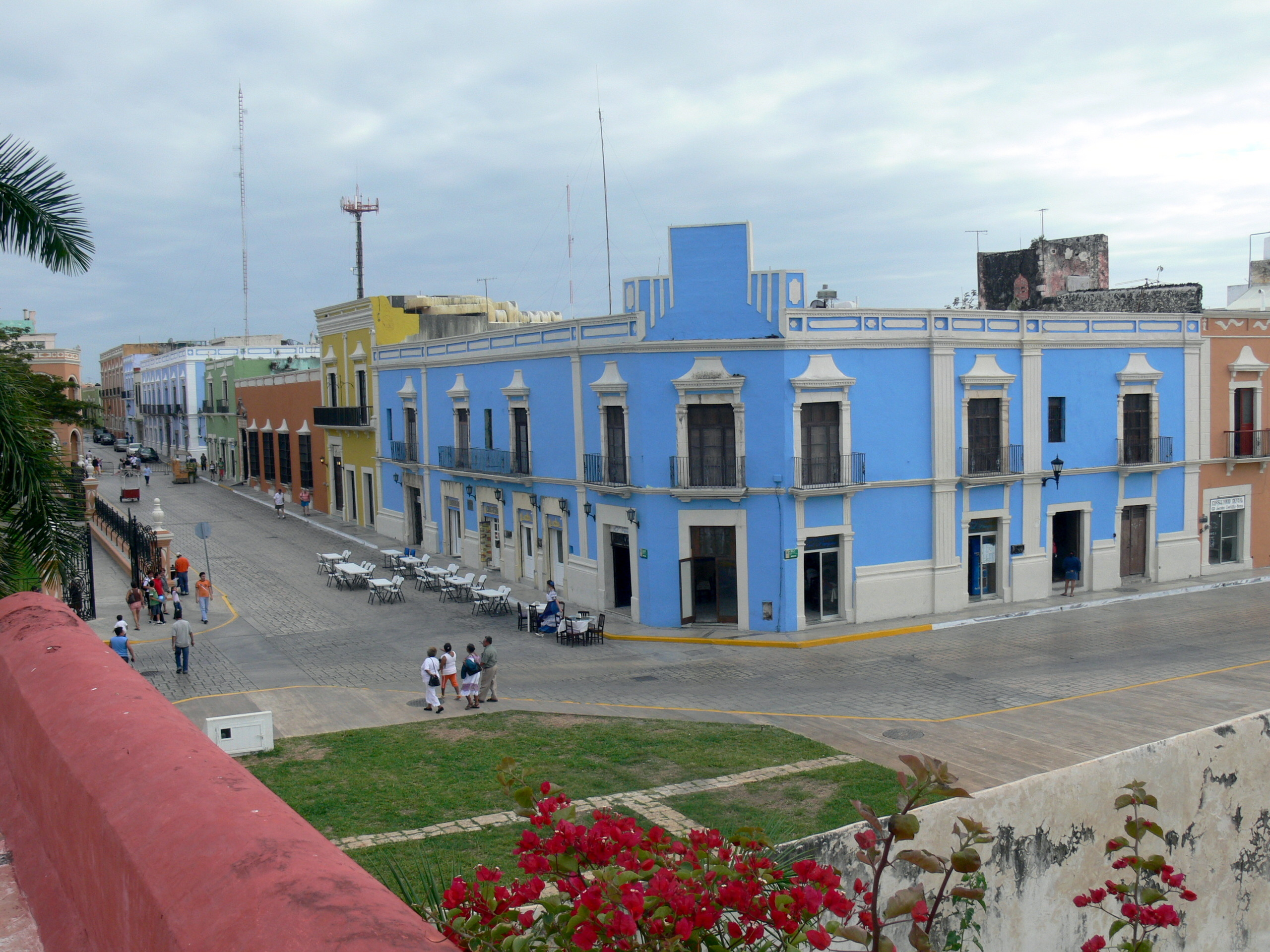
Casa natal de Justo Sierra Méndez en San Francisco de Campeche.

Algunos de sus poemas de juventud se publicaron en el periódico El Globo, y se dio a conocer con su famosa "Playera"; a partir de 1868 publicó sus primeros ensayos literarios; en El Monitor Republicano inició sus "Conversaciones del Domingo", artículos de actualidad y cuentos que después serían recogidos en el libro Cuentos románticos; publicó en la revista El Renacimiento su obra El Ángel del Porvenir, novela de folletín que no tuvo mayor impacto. Escribió también en El Domingo, en El Siglo Diez y Nueve, La Tribuna, en La Libertad, de la que fue su director y en El Federalista. Asimismo, publicó en El Mundo su libro En Tierra Yankee. Abordó además el género dramático en su obra Piedad.
En 1871 se recibió de abogado. Varias veces diputado al Congreso de la Unión, lanzó un proyecto que sería aprobado en 1881 y que daba a la educación primaria el carácter de obligatoria. En ese mismo año presentó un proyecto para fundar la Universidad Nacional de México que no prosperó, tardaría sin embargo 30 años para verlo realidad. Desde 1892, expuso su teoría política sobre la “dictadura ilustrada”, pugnando por un Estado que habría de progresar por medio de una sistematización científica de la administración pública; en 1893 dijo aquella célebre frase: "el pueblo mexicano tiene hambre y sed de justicia". ("México es un pueblo con hambre y sed. El hambre y la sed que tiene, no es de pan; México tiene hambre y sed de justicia"). En 1901 se trasladó a Madrid con el objeto de participar en el Congreso Social y Económico Hispanoamericano; fue en esta ocasión que conoció a Rubén Darío en París. Presidió la Academia Mexicana, correspondiente de la Española. Influyó también en los escritores Luis González Obregón y Jesús Urueta.

## Actividades de fomento a la educación y ministeriales
En materia educativa propugnó por la autonomía de los Jardines de Niños, el progreso del magisterio y a nivel superior, la reorganización de las carreras de Medicina, Jurisprudencia, Ingeniería, Bellas artes y Música, así como la promoción de la Arqueología, de un sistema de universidades en provincia, de una universidad para maestros, el otorgamiento de desayunos escolares y un sistema de becas para los alumnos destacados. Se esforzó por que el método educativo a aplicar enseñara a pensar y no a memorizar. "Es la educación" decía "la que genera mejores condiciones de justicia; educar evita la necesidad de castigar".

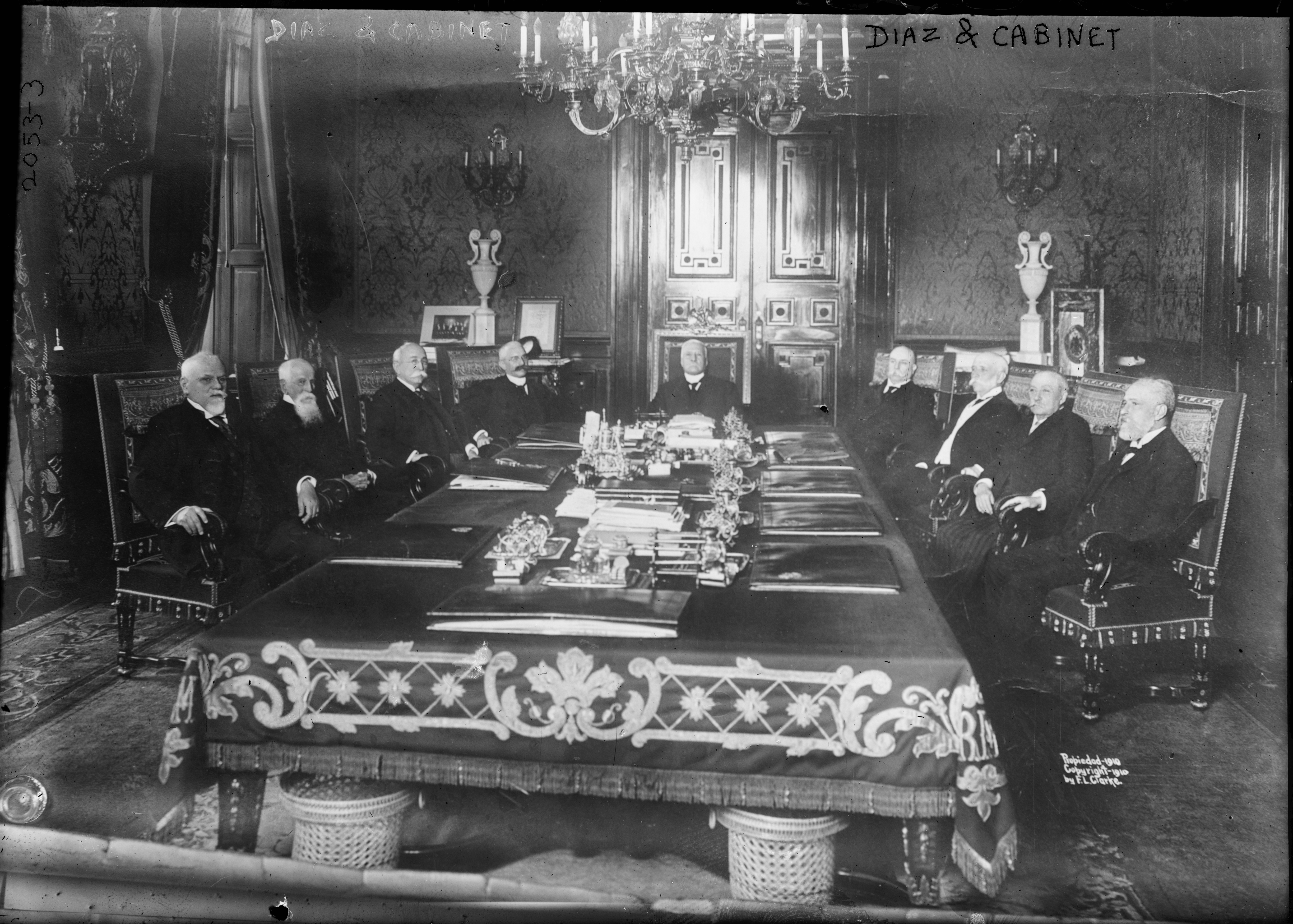
Gabinete de Porfirio Díaz Mori. A la izquierda, se encuentra Justo Sierra.

Fue también Ministro de la Suprema Corte de Justicia en 1894, de la que llegó a ser Presidente. Ocupó posteriormente importantes cargos en el gabinete porfirista como Subsecretario de Justicia e Instrucción Pública y Ministro de Instrucción Pública y Bellas Artes, entre los años de 1901 y 1911. (A su iniciativa se creó en 1905 la Secretaría de Instrucción Pública y Bellas Artes, siendo nombrado el primer titular de ella.) Contando con la cartera de este ministerio puso en práctica hacia 1905 su anhelado proyecto: dar a la educación primaria el carácter de nacional, integral, laica y gratuita. En lo político supo ser amigo de Porfirio Díaz sin ser su adulador y Díaz lo respetó siempre como a un hombre superior. En lo económico creía que la generación de la riqueza debía estar unida a una responsabilidad social. Las empresas, decía, "deberían ser las primeras en promover capacitación y educación y los grandes favorecidos de la fortuna, los primeros obligados a sostener centros de investigación, enseñanza, cultura y bellas artes".

## Relación sobre sus obras escritas

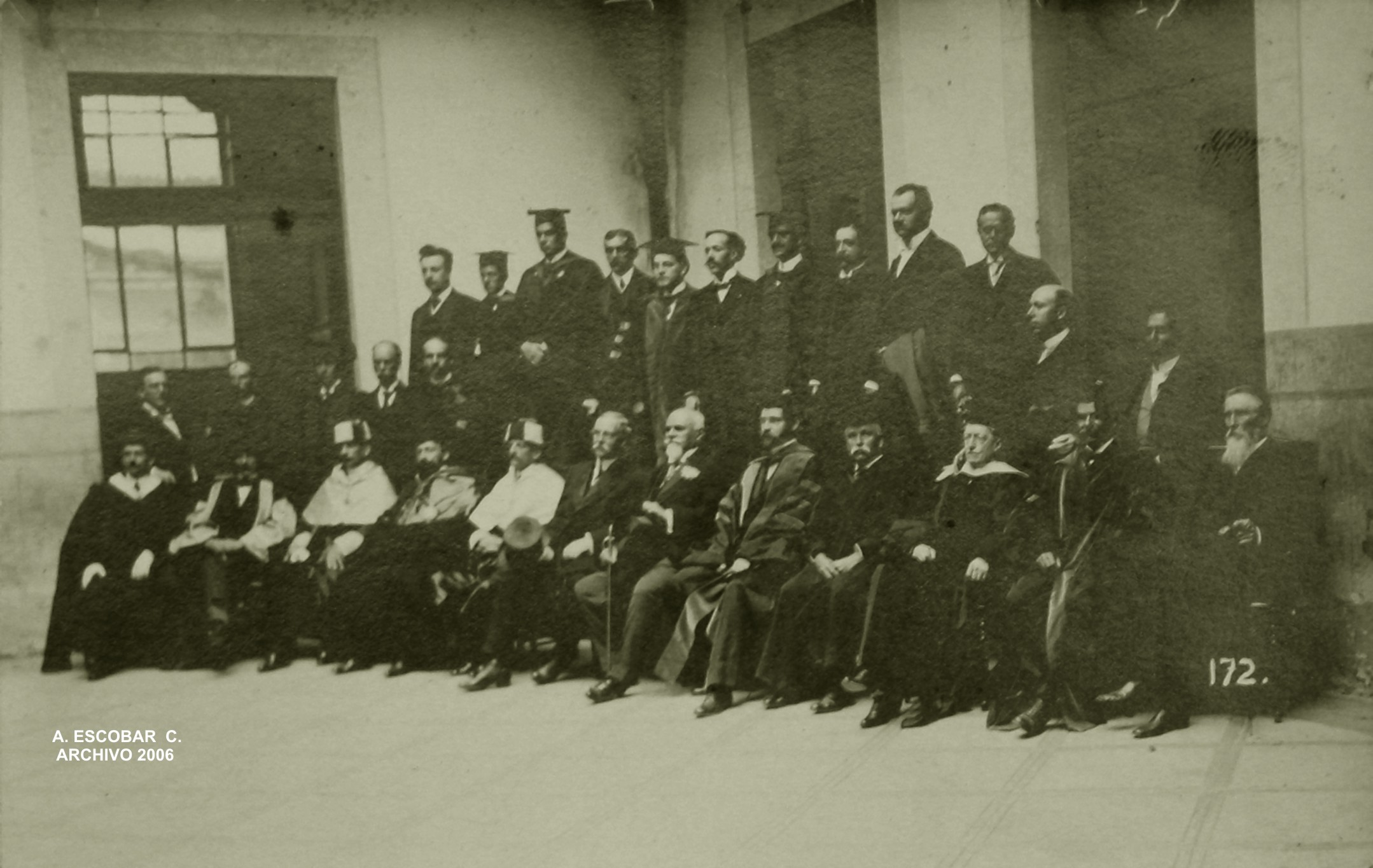
Fiestas del Centenario 1910.

Escribió también varios libros de historia para la educación primaria y para la lectura de temas públicos. Dirigió la publicación de México, su Evolución Social, (1900 -1902) y de la "Antología del Centenario", (1910). En colaboración con Manuel Gutiérrez Nájera, Francisco Sosa y Jesús E. Valenzuela creó la Revista Nacional de Letras y Ciencias donde se publicó su libro La evolución política del pueblo mexicano. Otro de sus más importantes libros es Juárez, su obra y su tiempo.
Poesías, cuentos, novela, narraciones, discursos, doctrinas políticas y educativas, viajes, ensayos críticos, artículos periodísticos, epístolas, libros históricos y biográficos, forman el valioso material de la obra de Justo Sierra Méndez. Su epistolario era para él lo más preciado. Entre sus poemas destacan A Leconte de Lisle, A Manuel Acuña, A María de la Luz, Dios, De "Incógnita", Hannibal, José Martí, Márgenes de la historia, Nocturno, Otoñal, Tres cruces. 
Sus Obras completas, publicadas por la UNAM en 1948 y reeditadas en 1977, constan de quince tomos. (Dirigida por Agustín Yáñez, quién también preparó una excelente biografía en el 1.er. Tomo. Introducción y notas de José Luis Martínez.)

### Obras historiográficas
- Compendio de historia de la Antigüedad, 1880.
- Elementos de historia natural, 1888-1893.
- Elementos de historia patria, 1888-1893.
- Catecismo de historia patria, 1888-1893.
- Cuadros de historia patria, 1888-1893.
- Elementos de historia general, 1891.
- México, su evolución social (coordinador), 1902.
- Juárez. Su obra y su tiempo, México, 1905–1906.
- Evolución política del pueblo mexicano.

## Filosofía y proyecto educativo
Tanto en su vida, como en la realización de su proyecto educativo y en la forma en la que dio desarrollo a ambos, ya que estos dos no se pueden explicar aislando uno del otro, se constituye y origina la filosofía del Maestro de América. En ella se encuentra lo que distingue a los pensadores, y difusores de la filosofía, de los filósofos, y en Justo Sierra fue la peculiar duda mezquina la que lo hizo abstraerse como canónico positivista, como persona en su tiempo y en su espacio; no fue un escepticismo como tal, sino una necesidad por aventurarse en la resolución de los problemas nacionales por cuenta propia la que le dio forma a su filosofía. [cita requerida]
Sin doctrina alguna que medie en la conclusión que su juicio otorgó a las preocupaciones que se presentaban en aquel contexto, Justo Sierra adoptó una actitud y visión que lo hizo distinguirse de quienes, al igual que él, se encontraban inmiscuidos en los problemas que ocupaban a México, adelantándose y sirviendo como base para las generaciones futuras que pugnaban por un México con mayor accesibilidad a la cultura y a la ciencia, pues en Sierra se manifestaba una exigente inquietud por que la cultura tuviera que difundirse hacia el pueblo, pues tal proyecto formaría el alma nacional. Posteriormente un grupo de jóvenes críticos mexicanos harían más fuerte esta pugna, y con la temprana ayuda del Maestro pudieron perfilar esta compartida inquietud en el ambiente nacional y académico, aquel grupo se haría conocer como “El Ateneo de la Juventud”, mismos que se adhirieron al proyecto educativo de Justo Sierra.
Don Justo Sierra fue el único que ofreció alternativas tempranas que se acoplaran a las exigencias de las mentes del futuro, a las cuales el mismo Sierra daba resguardo y con las que mantenía alianza, ya que consideraba que estas mentes servirían como base para la realización de varios proyectos destinados a la vida académica, cultural, científica y, por ende, nacional;[cita requerida] siendo la promulgación de la Ley Orgánica de 1945 un ejemplo claro de la misión que proyectaba el Maestro de América con la reapertura de la Universidad de México, además de ser uno de los principales proyectos destinados a la vida nacional y académica, pues la misma dotó de autonomía a la Universidad Nacional de México, así mismo sirve como pilar para la misión que busca el proyecto educativo y la filosofía de Justo Sierra: dotar de autonomía académica a la instrucción pública manteniendo el espíritu laico, pues el maestro Sierra sabía que antes del progreso intelectual debe haber un progreso material para que se logre la vida democrática que tanto desea que exista en el pueblo mexicano.

### La Universidad Nacional de México
En el tema de la educación en México Justo Sierra destaca como uno de los principales personajes que abogaba por la reapertura de la Universidad, pues ésta se encontraba ausente durante el periodo de conflictos entre liberales y conservadores, federalistas y centralistas; resultando la Universidad el filtro por el que se proyectan transfiguraciones de consigna y bandería de matiz político. Fue en esta serie de luchas donde la educación comenzaba a caracterizarse como elemento fundamental para perfilar los intereses políticos de partido presentados como los verdaderos intereses nacionales.[cita requerida] Así resulta que, mientras se delineaban de manera plena dichos intereses, por un lado, los conservadores pensaban con insistencia que en la Universidad necesitaban estudiarse las ciencias positivas y exactas a la par de la enseñanza en humanidades y religión, lo que expresaba como convicción conservadora el hecho de reinstalar la Universidad; con ello, ésta iba retomando el lugar que le correspondía como instrucción superior jerárquica; al contrario, los liberales consideraban como convicción suprimir la Universidad. Por eso el papel de Justo Sierra en la reapertura de la misma resulta relevante y de gran interés dado que él, pese a que los positivistas se presentaran como los continuadores ilustrados del partido liberalista (aunque tuvieran riñas en algunos puntos con aquellos), presentó en 1881 ante la Cámara un proyecto de ley con la finalidad de reinstalar la Universidad, aun siendo un canonizado positivista, diputado al Congreso Federal y profesor de historia en la Escuela Nacional Preparatoria desde 1878. La razón de aquella primera propuesta buscaba defender el positivismo que había sido adaptado en la educación desde 1869, siendo en 1880 cuando se mostró una increíble ofensiva contra la doctrina del positivismo en México, quedando marcada esta etapa de 1880-81 como la crisis del positivismo mexicano. Se atacaban dos puntos principales: la polémica en torno a los textos de lógica que se impartían en la Escuela Nacional Preparatoria: la lógica de Stuart Mill y la lógica positivista de Bain, y el “Plan Montes”, publicada en abril de 1881 por Ezequiel Montes contra el sistema inaugurado por Gabino Barreda. Lo que había de fondo en estos ataques eran cuestiones ideológico-políticas; por lo mismo, según la tesis de Edmundo O’Gorman,[cita requerida] Justo Sierra vio en la reanimación de la Universidad la contraofensiva hacia la pugna de los altos funcionarios antipositivistas del gobierno.[cita requerida]
En ese entonces Don Justo Sierra pensaba en una Universidad positivista, que salvara la doctrina y que la universidad formara parte del gobierno, era una defensa de orden político, pero para que la misma estuviera a salvo de las arbitrariedades políticas, Justo Sierra propuso la emancipación científica de la instrucción, procurando que la Universidad y el Estado no sean extraños entre sí; el papel del Estado en la Universidad se caracterizaría en función de: tener derecho de veto suspensivo respecto a reformas; tener las facultades de hacer observaciones en el nombramiento de profesores, y también tener derecho a vigilar la marcha de la institución.[cita requerida]
La intención de Justo Sierra veía la reivindicación de una Universidad que, aunque tradicionalmente se mostró como enemiga del “progreso”, ahora se mostraba como posibilidad de la realización del mismo, aquel “progreso” que se comprendía como renovación política donde el Estado resulta ser el encargado de propiciar felicidad, y solo mejorando al gobierno se mejorararía la sociedad. Pero dista la imagen del Justo Sierra de 1881 al de 1910: ya en 1881 Justo Sierra mostraba una transfiguración de la doctrina positivista al complementar ciencia y religión, pues él creía que ambas no debían estar separadas, tildar a la ciencia de irreligiosa es no entenderla, dice O'Gorman refiriéndose a la actitud del Maestro de América; de tal forma mostraba la trascendentalidad que buscaba darle al positivismo. Posteriormente esta misma intencionalidad que lo hacía replantearse la función de la ciencia respecto al orden de las cosas y a la condición de la vida, quedaría expresa en la postura que tomaría en 1910; no tiene fe en la ciencia a pesar de que cree en ella; es en la ciencia positivista en la que cree, pero no la exime de dudas.[cita requerida]

La Universidad de 1910 que Justo Sierra llevaría a su realización es una Universidad distinta a la proyectada en 1881, pues ésta ya no buscaba salvaguardar la doctrina del positivismo, ahora su fin atendía más a esta inquietud metafísica que le hacía prefigurar una especie de escepticismo sobre la prédica de Comte y Barreda:[cita requerida] siendo historiador, Justo Sierra se alejaría del positivismo optando más por enfocarse en lo propiamente humano, quedando en él solo el método científico que dicha doctrina le heredó. De ella dice, en su discurso de clausura del Congreso Científico convocado por la Academia de Jurisprudencia, el 18 de agosto de 1895:
proporcionó una explicación definitiva a la ciencia, pero fue impotente para impedir la formación de una nueva metafísica, puesto que hoy el monismo y el agnosticismo científico se disputan el mundo, como antaño el deísmo y el panteísmo… entrambos adversarios quedaron exánimes en el campo de batalla; pero no fué vana la contienda; el positivismo dejó a la razón un fanal clarísimo: el método; y el espiritualismo dejó a la humanidad una lámpara inextinguible: la esperanza.
Don Justo Sierra no podía apegarse a ninguna metafísica ni tampoco veía ya en el positivismo verdad alguna, sin embargo no se quedó en un espacio de dudas pues aún contaba con su instinto de historiador; dice Edmundo O’Gorman que fue la fidelidad a la vocación por el estudio del pasado humano que tenía Justo Sierra, lo que le permitió salir del círculo encantado del dogma positivista, pudiendo, con ello, abordar los problemas y preocupaciones filosóficas de su tiempo. De este modo, Justo Sierra considera que el estudio de la historia en la Universidad, pues pensaba que el papel de ésta había quedado, de la misma forma, ausente en México, debía ser una ocupación de suma importancia ya que en ella se veía el fomento de las ciencias y la investigación que los cultivadores del México de ese tiempo y también del venidero procurarían desarrollar para posteriormente ofrecer sus frutos a la patria. Con esto, la Universidad de 1910, que recibió el epíteto de nacional, buscaba comprender la cuestión de lo humano de un modo ya no positivista, sino solo humano, como el Justo Sierra de 1910 atendía los problemas políticos, históricos y filosóficos de su momento, y para que la Universidad no cayera en lo meramente técnico, Justo Sierra vio que la presencia de una facultad de Filosofía en la Universidad sería ese complemento para la indagación de lo fundamental constituyéndose, de esta forma, la Universidad como el gran centro educativo.

### Filosofía
La filosofía de Justo Sierra no es una doctrina como tal, sino la realización en vida y obra de su proyecto educativo. Esta filosofía se encuentra en las diversas etapas de su vida, prefigurándose en el filósofo mexicano varios perfiles: el primero de ellos es el positivista, sin embargo, Sierra adoptó de esa teoría filosófica solo el método científico: de investigación y de duda. Al mismo tiempo, esta teoría le sirvió de referente para, en un momento, defender la inclinación teórica y doctrina central de la instrucción pública en México, fue cuando se atacó al positivismo con el “Plan Montes”: situación que despertó el interés de Justo Sierra por la reapertura de la Universidad: publicando en el periódico “La Libertad” (periódico liberal-conservador, fundado en 1877, por M. Telésforo García, Justo Sierra y otros), el proyecto de la Universidad, en plena crisis positivista, en febrero de 1881; aunque oficialmente la publicó en abril de 1881. Proyecto que pretendió defender el positivismo mexicano; sin embargo, Sierra deseaba no solo una universidad positivista que formara parte del gobierno, sino también una universidad que emancipe la instrucción superior, esa es la base de su proyecto, pues Sierra ya buscaba la emancipación científica de la instrucción y librarla de las arbitrariedades políticas. Por eso Leopoldo Zea acusa que Justo Sierra pretende hacer de la ciencia positiva una metafísica nueva, porque ya en esta visión que el Maestro de América tiene en su proyecto, la consideración metafísica y su religiosidad, a veces también interpretadas como “escepticismo”, comienzan a marcar otra etapa en su filosofía y, de la misma forma, encaminan el proyecto de Sierra a la figura de Universidad que desea realizar. Sin embargo, éstas no guiaron por completo su forma de ver y pensar la situación educativa y de pensarse a sí mismo en torno a cómo y desde dónde estaba pensando la circunstancia mexicana. La que le ayudará a superarse en este “escepticismo” será el interés y estudio por la historia, misma que se inscribe como pilar y marca una etapa fundamental en su vida filosófica, ya que por medio de ésta Sierra se irá enfocando cada vez más en lo propiamente humano.
La transformación de Don Justo Sierra va implícita con la realización de su proyecto educativo, y también de manera inversa, siendo este el motivo principal que ocupó su espíritu. También la Universidad Nacional Autónoma de México se sostiene del mismo desde el momento que adquirió el epíteto de “Nacional”. Su filosofía queda a luces expuesta en la revisión, valoración y revalorización que el Maestro tuvo de sí mismo tanto en las circunstancias que se presentaron en su momento, como también en las inquietudes y cuestionamientos teóricos que lo hacían dudar de su misma formación. Justo Sierra Méndez es el filósofo mexicano que, al entender su momento, realizó e impulsó los cambios necesarios que el país necesitó y que hasta el día de hoy continúa dependiendo de su obra, su visión, su vida, filosofía y proyecto: la Universidad Nacional de México.

## Ocaso y muerte
En 1910 la Universidad Nacional Autónoma de México le otorga la distinción Doctor honoris causa junto con jefes de Estado, premios Nobel y grandes historiadores.
Tiempo antes del triunfo de la Revolución Justo Sierra Méndez renunció al ministerio de Instrucción Pública y Bellas Artes, y fue sustituido por Jorge Vera Estañol. Dos años después, el presidente Francisco I. Madero lo nombró Ministro Plenipotenciario de México en España. Murió poco después en Madrid, el 13 de septiembre de 1912. Su cadáver fue traído a México en el trasatlántico España, habiendo sido homenajeado en todo el trayecto y fue sepultado con honores en el Panteón Francés.
En 1948, en el centenario de su nacimiento, a iniciativa de la Universidad de La Habana junto con otras universidades del continente, la UNAM lo declaró Maestro de América, se editaron sus obras completas en 15 tomos y sus restos fueron trasladados a la Rotonda de las Personas Ilustres, creada en 1880 tras su propia iniciativa. Por decreto presidencial, el 26 de mayo de 1999 se inscribió su nombre con letras de oro en el muro de honor del Palacio Legislativo de San Lázaro. En 2012 se conmemoró el centenario de su fallecimiento.

## Familiares

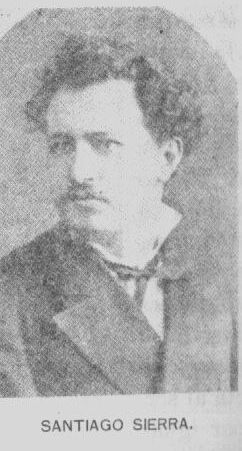
Santiago Sierra Méndez (hermano).

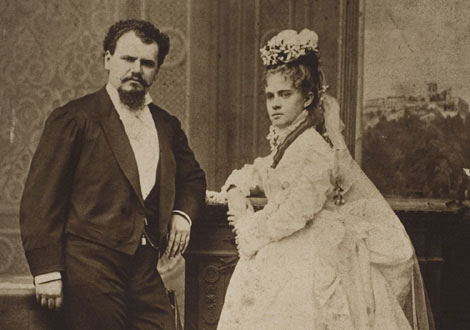
En 1874 se casó don Justo Sierra Méndez con doña Luz Mayora y Carpio.

Los hermanos de Justo Sierra fueron María Concepción, nacida en Mérida, María Jesús, Santiago y Manuel José, nacidos en San Francisco de Campeche. Santiago fue también poeta y periodista.
En 1874, Justo Sierra contrajo matrimonio con doña Luz Mayora Carpio, con la que tuvo varios hijos: Luz (1876), Justo (1878), Concepción (1880), María de Jesús, Manuel, Santiago y Gloria, que murió a corta edad. Su hijo Manuel fue diputado, diplomático y autor del libro Tratado de derecho internacional público. Santiago fue director de cine. Concepción fue presidenta de las Damas Voluntarias de la Cruz Roja mexicana durante 40 años, de 1924 a 1964 cuando murió.
Entre sus descendientes se encuentran el embajador Justo Sierra Casasús, el ingeniero Javier Barros Sierra, rector de la UNAM; la historiadora Catalina Sierra Casasús y el científico Manuel Peimbert Sierra. Se afirma que el matrimonio de don Justo y doña Luz (a quien apodaba "Güera") fue bien avenido y feliz. Sobre su mujer, escribió: "Una de las perlas de nuestra sociedad, hermosa como el primer sueño de la juventud, de actitud modesta y de finas maneras." Poco antes de su muerte, escribió: "Pídele a Dios que cuando yo sucumba nos conceda que baje tu alma buena a disipar la noche de mi tumba..."
En 1919 se le concedió a su viuda una pensión de 300 pesos mensuales "para honrar la memoria del insigne educador".

## Pequeños fragmentos
Sobre la disciplina de la historia dice:
Es cierto que la historia que, en nuestro tiempo, aspira a ser científica, debe vedarse la emoción y concentrarse en la fijación de los hechos, en su análisis y en la coordinación de sus caracteres dominantes, para verificar la síntesis; pero abundan los periodos de nuestra historia en que las repeticiones de los mismos errores, de las mismas culpas, con su lúgubre monotonía, comprimen el corazón de amargura y de pena. ¡Cuánta energía desperdiciada, cuánta fuerza derramada en la sangre de perennes contiendas, cuánto hogar pobre apagado, cuánta, cuán infinita cantidad de vejaciones individuales, preparando la definitiva humillación de la patria! [...] El periodo que de la guerra francesa viene a la guerra norteamericana es uno de los más espantables de nuestra trágica historia. Se reprodujo después, más una claridad apuntaba en el horizonte; pero antes, no: en la noche.[cita requerida]

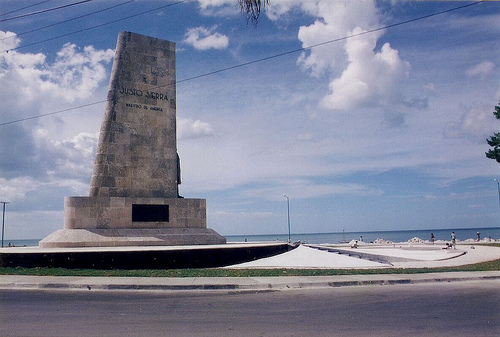
Monumento al Maestro de América, en Campeche.

Sobre el presidente Benito Juárez indica:
Era un hombre; no era una intelectualidad notable... Juárez tenía la gran calidad de la raza indígena a que pertenecía, sin una gota de mezcla: la perseverancia... Juárez creía también en él, pero secundariamente; de la que tenía plena conciencia era de la necesidad de cumplir con el deber, aun cuando vinieran el desastre y la muerte. A través de la Constitución y la Reforma veía la redención de la república indígena; ése era su verdadero ideal, a éste fue devoto siempre; emanciparla del clérigo, de la servidumbre rural, de la ignorancia, del retraimiento, del silencio, ése fue su recóndito y religioso anhelo; por eso fue liberal, por eso fue reformista, por eso fue grande; no es cierto que fuese un impasible, sufrió mucho y sintió mucho; no se removía su color, pero sí su corazón; moralmente es una entidad que forma vértice en la pirámide oscura de nuestras luchas civiles. En comparación suya parecen nada los talentos, las palabras, los actos de los próceres reactores: ellos eran lo que pasaba, lo que se iba; él era lo que quedaba, lo perdurable, la conciencia.[cita requerida]
Sobre la sociedad, dijo, marcha en el sentido del individualismo en constante y creciente armonía con la sociedad... Es para mi fuera de duda que la sociedad es un organismo, que aunque distintos de los demás, por lo que Spencer le llama un superorganismo, tiene sus analogías innegables con todos los órganos vivos. Yo encuentro... que el sistema de Spencer, que equipara la industria, el comercio y el gobierno, a los órganos de nutrición, de circulación y de relación con los animales superiores, es verdadero... Lo que ya está fuera de debate... es que la sociedad, como todo organismo, está sujeta a las leyes necesarias de la evolución; que éstas en su parte esencial consisten en un doble movimiento de integración y de diferenciación, en una marcha de lo homogéneo a lo heterogéneo, de lo incoherente a lo coherente, de lo indefinido a lo definido. Es decir, que en todo cuerpo, que en todo organismo, a medida que se unifica o se integra más, sus partes más se diferencian, más se especializan, y en este doble movimiento consiste el perfeccionamiento del organismo, lo que en las sociedades se llama progreso
Del general Díaz dice:
Puede bautizársele con el nombre de dictadura social, de cesarismo espontáneo, de lo que se quiera; la verdad es que tiene caracteres singulares que no permiten clasificarlo lógicamente en las formas clásicas del despotismo. Es un gobierno personal que amplía, defiende y robustece al gobierno legal. [Es] un poder que se ha elevado en un país que se ha elevado proporcionalmente también, y elevado no sólo en el orden material, sino en el moral, porque ese fenómeno es hijo de la voluntad nacional de salir definitivamente de la anarquía [...]. Para justificar la omnímoda autoridad del jefe actual de la República, habrá que aplicarle, como metro, la diferencia entre lo que se ha exigido de ella y lo que se ha obtenido.

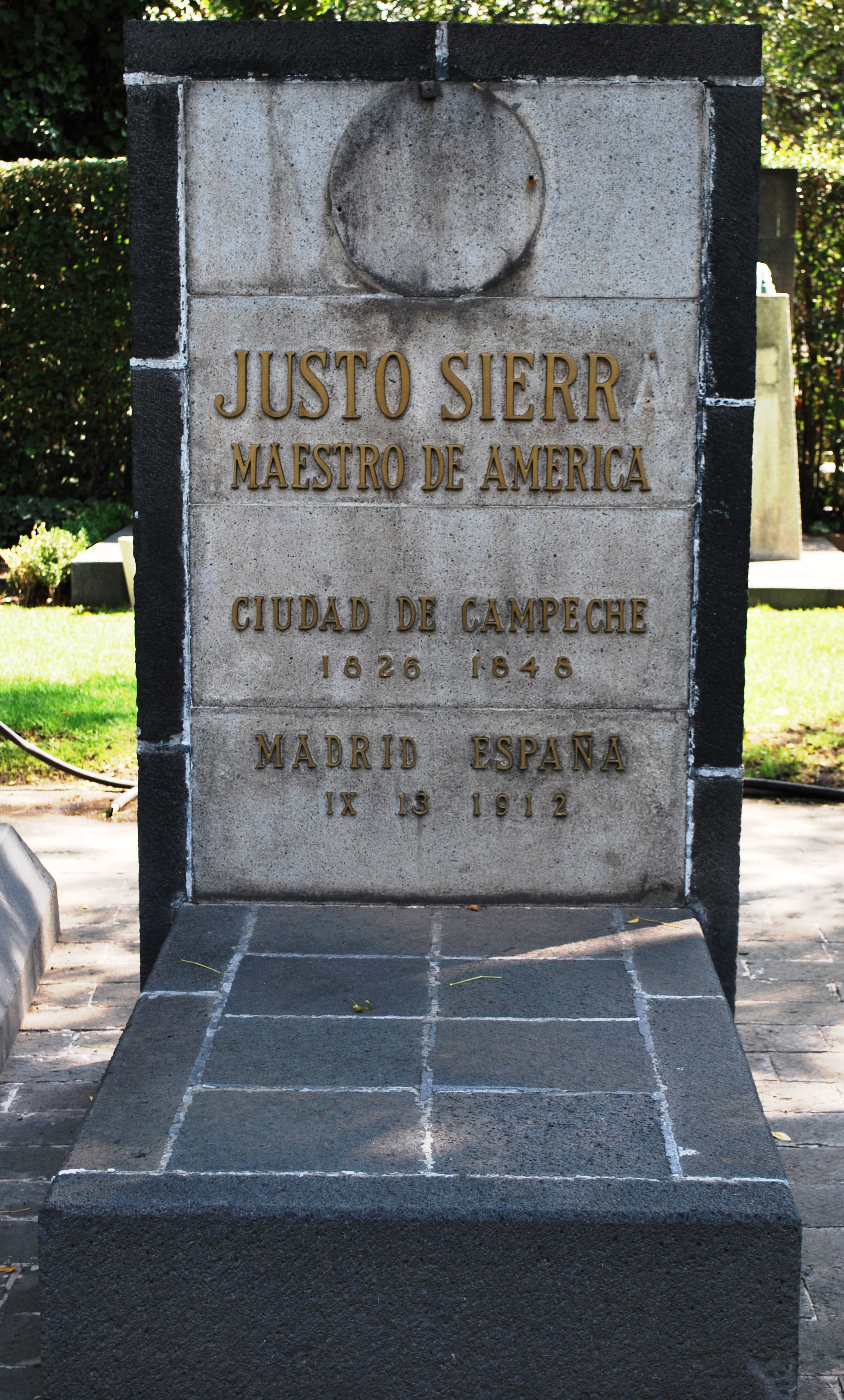
Sepulcro de Justo Sierra Méndez, en la Rotonda de las Personas Ilustres.

Existe, lo repetimos, una evolución social mexicana; nuestro progreso, compuesto de elementos exteriores, revela, al análisis, una reacción del elemento social sobre esos elementos para asimilárselos, para aprovecharlos en desenvolvimiento e intensidad de vida. Así nuestra personalidad nacional, al ponerse en relación directa con el mundo, se ha fortificado, ha crecido. Esa evolución es incipiente sin duda: en comparación de nuestro estado anterior al último tercio del pasado siglo, el camino recorrido es inmenso; y aun en comparación del camino recorrido en el mismo lapso por nuestros vecinos, y ése debe ser virilmente nuestro punto de mira y referencia perpetua, sin ilusiones, que serían mortales, pero sin desalientos, que serían cobardes, nuestro progreso ha dejado de ser insignificante.
Fragmento de la alocución presentada en la Cámara de Diputados el 12 de diciembre de 1893:
...el pueblo mexicano tiene hambre y sed de justicia... todo aquel que tenga el honor de disponer de una pluma, de una tribuna o de una cátedra, tiene la obligación de consultar la salud de la sociedad en que vive; y yo cumpliendo con este deber, en esta sociedad que tiene en su base una masa pasiva, que tiene en su cima un grupo de ambiciosos y de inquietos en el bueno y en el mal sentido de la palabra, he creído que podría resumirse su mal íntimo en estas palabras tomadas del predicador de la montaña hambre y sed de justicia... la maravillosa máquina preparada con tantos años de labor y de lágrimas y de sacrificios, si ha podido producir el progreso, no ha podido producir la felicidad... Pertenezco señores, a un grupo que no sabe, que no puede, que no debe eludir responsabilidades...
J. S. M., director de: "México: Su Evolución Social". (cfr: Justo Sierra, Obras completas, XII. Evolución política del pueblo mexicano, edición establecida y anotada por Edmundo O’Gorman, México, Universidad Nacional Autónoma de México, 1977, 426 p., retrs. (Nueva Biblioteca Mexicana, 60), p. 397 y 398.)
El Programa de la Libertad (Sierra, 1977; Vol. IV: 238-239)
Justo Sierra ante la condición humana, Facultad de Filosofía y Letras/UNAM 2006